# Werner Bergmann (Kameramann)
Werner Bergmann (* 14. Januar 1921 in Niederkaina; † 25. Oktober 1990 in Potsdam) war ein deutscher Kameramann, der vor allem durch seine Filme unter der Regie von Konrad Wolf bekannt wurde. Sein Bruder Helmut Bergmann wurde ebenfalls Kameramann.

## Leben
Seine Eltern waren der Tischler Richard Bergmann und seine Frau, die Köchin Alma Bergmann, geborene Schwenke. 1931 zog die Familie nach Dresden, wo der Vater als Nachtwächter arbeitete.
Bergmann wurde nach Abschluss der Volksschule ab 1935 zum Porträt- und Industriefotograf ausgebildet und arbeitete 1938 bis 1939 bei Boehner-Film in Dresden. Im Zweiten Weltkrieg war er Kriegsberichterstatter für Die Deutsche Wochenschau und später Leutnant einer Propaganda-Kompanie. 1939 nach seiner Einziehung wurde er als Kameramann an den Fronten im Westen, Südosten und Osten eingesetzt. Durch einen Granatsplitter wurde er 1943 so schwer verwundet, dass sein rechter Arm amputiert werden musste. Bergmann erhielt daraufhin eine Anstellung in der Kulturfilm-Abteilung der Ufa als Kameramann.
Nach Kriegsende arbeitete er zunächst als freischaffender Fotograf in Potsdam. Mit einer im Schutt gefundenen und selbst reparierten ARRI-Kamera drehte er den Dokumentarfilm Ein kleines Wunderwerk über eine Uhr. Seit 1946 war er Kameramann bei der DEFA, wo ihm ab 1949 sein jüngerer Bruder Helmut Bergmann assistierte, bevor dieser ab 1952 selbst als Kameramann tätig wurde.
Bergmann arbeitete von 1947 bis 1953 als Regie-Kameramann beim DEFA-Studio für populärwissenschaftliche Filme und drehte Dokumentarfilme sowie Kurzfilme. 1953 wechselte er an das DEFA-Studio für Spielfilme. Nebenbei beschäftigte er sich praktisch und theoretisch mit der Standfotografie. Beginnend mit Einmal ist keinmal bis zu Mama, ich lebe verband ihn eine intensive künstlerische Partnerschaft mit dem Regisseur Konrad Wolf.
Seine Regiedebüt war der 1965 entstandene Experimentalfilm DEFA 70, der in Vorbereitung von Konrad Wolfs Goya-Film dazu diente, die Möglichkeiten der (für die DEFA neuen) 70-Millimeter-Technik auszureizen. Später führte Bergmann auch bei Spielfilmen Regie. Neben mehreren Filmen für das Dokumentarfilmstudio H & S drehte Bergmann seit den 1960er Jahren wiederholt auch für das Fernsehen. Er lehrte als Dozent an der Filmhochschule Babelsberg und beschäftigte sich wiederholt in Veröffentlichungen mit foto- und filmtechnischen Problemen. In den 1960er Jahren moderierte er über 50 Folgen der Sendung Greif zur Kamera, Kumpel!, in der er Amateurfilmern und -fotografen Tipps für ihr Hobby gab. Die Sendung wurde nach dem 11. Plenum des ZK der SED abgesetzt. 1989/90 berichtete er in dem Dokumentarfilm Schuß Gegenschuß über seine Erfahrungen als Kriegskameramann.
Im Herbst 1990 wurde Bergmann in Tiflis, wo er sich zu Vorträgen aufhielt, bei einem Autounfall schwer verletzt. In die Heimat zurückgekehrt, starb er am 25. Oktober 1990 in seinem Wohnort Potsdam-Babelsberg an einem Herzinfarkt.

## Werke

### Als Kameramann
- 1953: Das kleine und das große Glück
- 1954: Alarm im Zirkus
- 1955: Einmal ist keinmal
- 1956: Lissy
- 1956: Genesung
- 1956: Der Hauptmann von Köln
- 1957: Sonnensucher
- 1959: Sterne
- 1960: Leute mit Flügeln
- 1961: Professor Mamlock
- 1961: Vielgeliebtes Sternchen (TV)
- 1962/1990: Monolog für einen Taxifahrer (Fernsehfilm)
- 1963: Julia lebt
- 1964: Der geteilte Himmel
- 1967: Ich war neunzehn
- 1971: Goya
- 1974: Der nackte Mann auf dem Sportplatz
- 1976: Liebesfallen
- 1976: Mama, ich lebe
- 1977: DEFA Disko 77
- 1981: Darf ich Petruschka zu dir sagen?
- 1985: Meine Frau Inge und meine Frau Schmidt
- 1985: Die Gänse von Bützow

### Als Regisseur
- 1967: DEFA 70
- 1979: Nachtspiele
- 1981: Die dicke Tilla

### Als Darsteller
- 1989/90: Schuß Gegenschuß

## Auszeichnungen
- 1952: Heinrich-Greif-Preis I. Klasse für Freundschaft siegt im Kollektiv
- 1959: Nationalpreis der DDR II. Klasse für Sterne mit Konrad Wolf
- 1968: Nationalpreis der DDR I. Klasse für Ich war neunzehn im Kollektiv
- 1971: Nationalpreis der DDR I. Klasse für Goya im Kollektiv
- 1977: Kunstpreis des FDGB für Mama, ich lebe mit Wolfgang Kohlhaase und Konrad Wolf
- 1982: Kunstpreis der FDJ (Erich Weinert-Medaille) für Der Mann von der Cap Arcona im Kollektiv